# Escut de Vall-llobrega
L'escut oficial de Vall-llobrega té el següent blasonament:
Escut caironat: d'or, una vall de sinople; el peu ondat d'atzur sostenint una faixa d'argent i carregat d'un roc d'or. Per timbre, una corona mural de poble.

## Història
Va ser aprovat el 12 de maig de 1982 i publicat al DOGC el 23 de juny del mateix any amb el número 234.
La vall és un senyal parlant referent al nom del poble. La faixa ondada del peu representa la riera de Vall-llobrega, que passa per la localitat, i el roc d'or sobre camper d'atzur prové de les armes dels Requesens, comtes de Palamós; Vall-llobrega va pertànyer a aquest comtat.